# 킥 애스 2: 겁 없는 녀석들
《킥 애스 2: 겁 없는 녀석들》(영어: Kick-Ass 2)은 2013년 미국, 영국의 슈퍼히어로 액션 코미디 영화이다. 원작은 동명의 만화 마크 밀러, 존 로미타 주니어의 코믹스 《킥 애스 2》, 《힛-걸》으로 2010년에 개봉한 《킥 애스: 영웅의 탄생》의 속편이자 《킥 애스》 영화 시리즈이다. 감독, 각본은 제프 워들로가 제작에는 전작의 연출한 매튜 본이 맡았다. 또한 전작에 이어 "데이브 리쥬스키/킥-애스" 역할에는 에런 존슨, "크리스 다미코/머더 퍽커" 역할에는 크리스토퍼 민츠플라스, "민디 매크리디/힛-걸" 역할에는 클로이 그레이스 머레츠가 출연했다.
이 영화는 영국과 아일랜드에서 2013년 8월 14일에 개봉되었고, 미국과 캐나다에서는 2013년 8월 16일에 개봉되었다. 대한민국에서는 2013년 10월 17일에 개봉되었다. 매튜 본의 영화 제작사의 마브 필름스와 유니버설 픽처스에서 배급을 맡았다.

## 줄거리
데이먼 맥크리디/빅 대디의 죽음과 프랭크 디아미코를 물리친 지 4년 후, 데이브 리제우스키는 킥 애스로서 범죄와 싸우는 일에서 은퇴한 후 지루함을 느끼고, 진짜 영웅이 되기 위해 (민디 맥크리디)와 훈련을 시작한다. 데이브의 여자친구 케이티 듀오마는 데이브가 민디와 바람을 피운다고 오해하여 그와 헤어진다.
아버지가 죽은 후, 크리스 디아미코는 태닝 베드를 발로 차서 합선을 일으켜 실수로 자신의 어머니를 죽인다. 이제 아버지의 범죄 제국을 장악한 크리스는 "마더퍼커"라는 이름의 슈퍼빌런이 되기로 결심하고, BDSM 의상을 자신의 의상으로 각색하며, 그의 조수 하비에르와 함께 "톡식 메가 컨츠"라는 슈퍼빌런 갱단을 조직하고 킥 애스에게 복수를 맹세한다. 톡식 메가 컨츠의 다른 주요 멤버로는 아프리카계 미국인 UFC 격투가 블랙 데스, 단신 몹 엔포서 더 투머, 전 삼합회 조직원 징기스 카니지, 그리고 팀의 유일한 여성 멤버인 전 러시아 경호원 마더 러시아가 있다.
민디의 보호자인 마커스는 그녀가 여전히 범죄와 싸우고 있다는 것을 발견하고 그녀에게 그만두겠다고 약속하게 한다. 데이브는 킥 애스로서의 삶을 재개하고, 전 마피아 멤버이자 거듭난 기독교인인 콜로넬 스타스 앤 스트라입스가 이끄는 슈퍼히어로 팀 저스티스 포에버(그가 영감을 주었던)에 합류한다. 킥 애스는 저스티스 포에버의 멤버인 나이트 비치와 성적인 관계를 시작한다. 데이브와 마티(역시 저스티스 포에버의 배틀 가이 멤버)는 토드의 슈퍼히어로 페르소나 "애스-키커"가 킥 애스의 명백한 모방작이라는 이유로 그를 그들의 영웅 활동에서 멀리한다. 평범한 삶을 살려고 노력하던 민디는 학교 댄스 팀에 지원하고, 저스티스 포에버에 합류하는 것을 거절한 후 한 소년에게 데이트 신청을 한다. 데이트는 학교 불량배들이 계획한 잔인한 장난으로 끝나지만, 민디는 다음날 복수하여 학교 정학을 당하고 마커스가 알게 되자 외출 금지 처분을 받는다.
데이브의 아버지는 그의 슈퍼히어로 의상을 발견하고 아들이 킥 애스라는 것을 알게 되고, 둘은 말다툼을 하여 데이브가 집을 떠나게 된다. 감옥에 갇힌 삼촌이 하비에르를 죽인 후, 이제 정신 이상자가 된 크리스는 콜로넬 스타스 앤 스트라입스를 죽이고, 다음날 나이트 비치를 강간하려 하지만 발기부전으로 실패하고 대신 그녀를 구타한다. 마더 러시아는 도착한 당국자들을 죽여, 복장한 빌런과 자경단원 모두에 대한 경찰의 단속을 초래한다. 경찰이 IP 주소를 통해 데이브를 추적하자, 데이브의 아버지는 데이브 대신 자신이 킥 애스라고 주장하며 항복한다. 싸이코패스라는 것을 모른 채 톡식 메가 컨츠에 합류한 토드의 제보로 크리스는 미스터 리제우스키를 경찰 구금 중에 살해하여 그의 진짜 정체를 드러낸다.
톡식 메가 컨츠는 미스터 리제우스키의 장례식을 습격하고 데이브를 납치하지만, 민디가 그를 구한다. 그 후, 데이브, 민디, 그리고 저스티스 포에버의 남은 멤버들은 가면을 쓴 선량한 사람들의 재등장과 함께 수적으로 열세인 톡식 메가 컨츠와 싸워 물리친다. 민디는 힛걸로서 전투에서 아드레날린 투여의 도움을 받아 마더 러시아를 물리치고 죽이며, 데이브와 크리스는 옥상에서 싸운다. 크리스는 천창을 뚫고 물웅덩이에 떨어져 상어에게 물어뜯긴다.
저스티스 포에버는 슈퍼히어로 임무를 잠시 중단하고 대신 평범한 삶에서 사람들을 돕기로 결정한다. 민디는 데이브에게 살인죄로 수배를 받아 뉴욕을 떠날 것이지만, 시민들은 킥 애스가 필요하다고 말한 뒤 그에게 작별 키스를 한다. 경찰관들이 민디의 행방을 조사하기 위해 마커스의 집을 급습하자, 데이브는 책임을 받아들이고 훨씬 더 근육질의 몸으로 훈련하고 장비를 업그레이드하기 시작한다.
쿠키 영상에서, 상어 공격에서 살아남았지만 사지와 성기가 상어에게 물어뜯긴 크리스는 손이 닿지 않는 물컵 때문에 관심을 달라고 불평한다.

## 배역
- 에런 존슨 - 데이브 리주스키 / 킥-애스(Kick-Ass) 역
- 크리스토퍼 민츠플라스 - 크리스 다미코 / 머더 퍽커(The Motherf*cker) 역
- 클로이 그레이스 머레츠 - 민디 맥크레디 / 힛-걸(Hit-girl) 역
- 클라크 듀크 - 마티 아이젠버그 / 배틀 가이(Battle guy) 역
- 모리스 체스넛 - 마커스 윌리엄스 형사 역
- 도널드 페이슨 - 그래비티 의사(Dr. Gravity) 역
- 존 레귀자모 - 자비어(Javier) 역[3]
- 짐 캐리 - 코로넬 스타스 / 슈퍼 캡틴(Colonel Stars and Stripes) 역[4]
- 오거스터스 프루 - 토드 헤인스 / 애스키커
- 개릿 M. 브라운 - 리주스키 부인
- 이언 글렌 - 랄프 다미코 삼촌
- 린디 부스 - 미란다 스웨들로 / 나이트빗치
- 로버트 엠스 - 인섹트맨
- 스티븐 매킨토시 - 토미의 아버지
- 모니칸 돌런 - 토미의 어머니 역
- 앤디 나이먼 - 튜머
- 대니얼 칼루야 - 블랙 데스
- 톰 우 - 갱기스 카니지
- 린지 폰세카 - 케이티 도스마 역 역[5]
- 올카 쿠르쿨리나 - 머더 러시아
- 얀시 버틀러 - 앤지 다미코 역
- 클라우디아 리 - 브루크(Brooke) 역
- 베네딕트 웡 - 김씨
- 찰리 클래펌 - 고스 키드(Goth kid) 역
- 소피 우 - 에리카 조
- 맷 스타인벅 - Mr. Radical 역